# Le Subdray
Le Subdray is een gemeente in het Franse departement Cher (regio Centre-Val de Loire) en telt 712 inwoners (1999). De plaats maakt deel uit van het arrondissement Bourges.

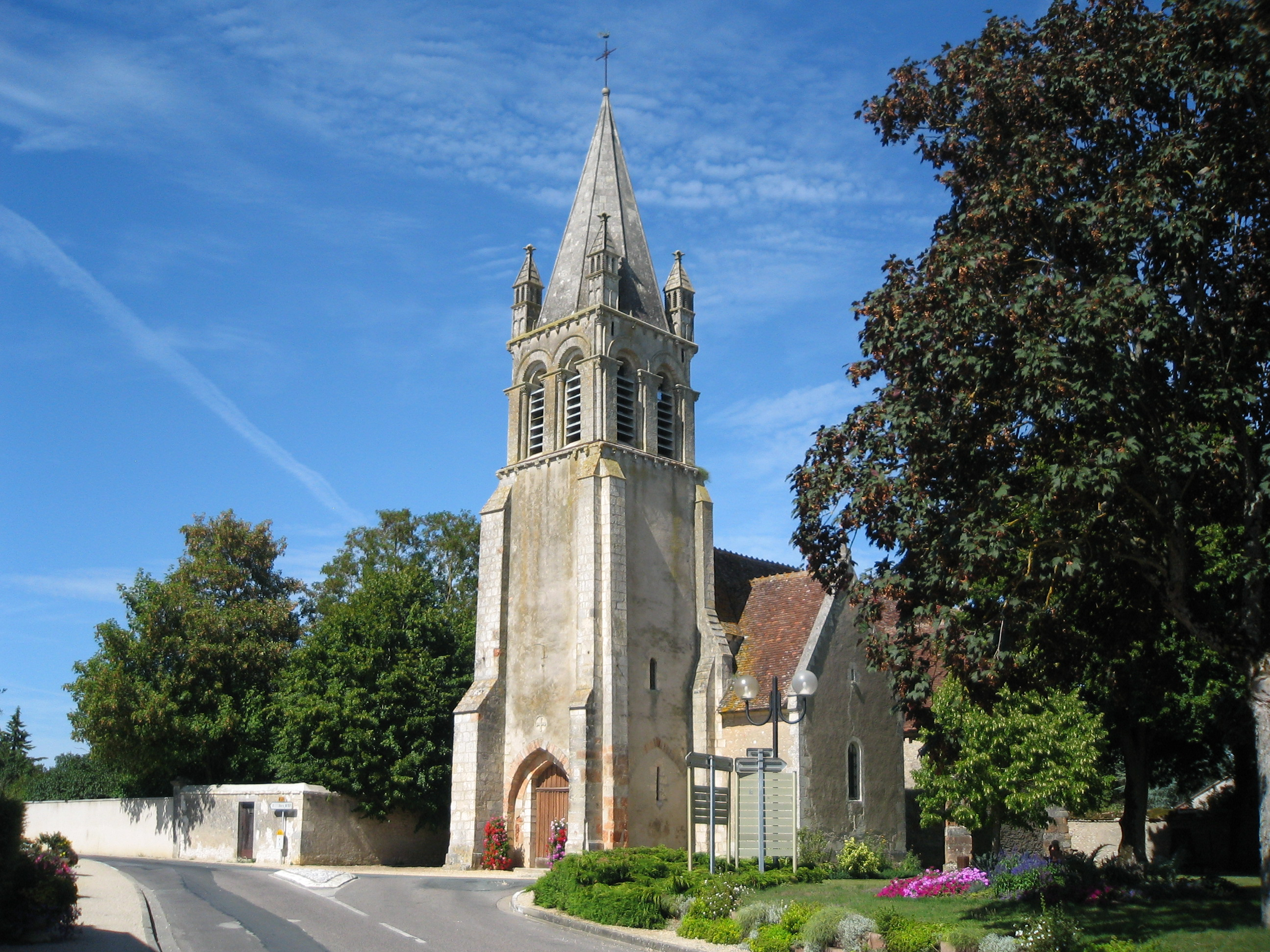
Kerk van Le Subdray
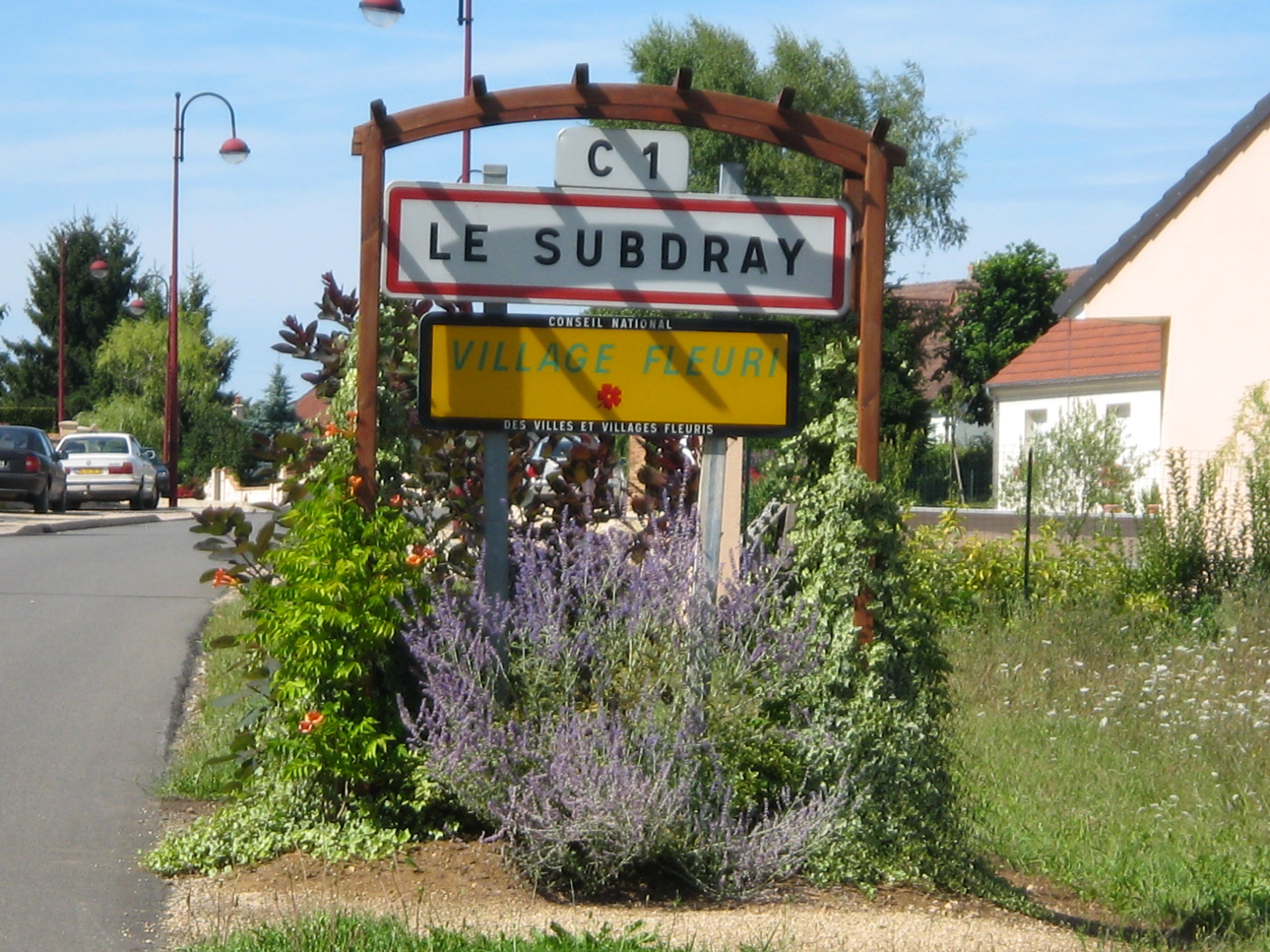
Le Subdray

## Geografie
De oppervlakte van Le Subdray bedraagt 19,9 km², de bevolkingsdichtheid is 35,8 inwoners per km².
De onderstaande kaart toont de ligging van Le Subdray met de belangrijkste infrastructuur en aangrenzende gemeenten.

## Demografie
Onderstaande figuur toont het verloop van het inwonertal (bron: INSEE-tellingen).